# Dieumerci Ndongala
Dieumerci Ndongala (Kinshasa, 14 juni 1991) is een Congolees-Belgisch voetballer die bij voorkeur als flankaanvaller speelt. Hij staat onder contract bij Bandırmaspor. Hij debuteerde in 2015 voor het nationale voetbalelftal van Congo-Kinshasa.

## Carrière

### Jeugd
Ndongala sloot zich in 2004 op 13-jarige leeftijd aan bij de jeugd van RWDM Brussels. Na hier drie jaar te hebben gespeeld werd hij in 2007 weggeplukt door Standard Luik. Bij Standard speelde hij vier jaar in de jeugdopleiding maar hij slaagde er uiteindelijk niet in om de stap te maken naar het eerste elftal van de club.

### Jeunesse Esch
Aan het begin van het seizoen 2011-2012 sloot hij zich aan bij Jeunesse Esch dat uitkomt in de Luxemburgse competitie. Ndongala maakte zijn debuut voor de club op 6 augustus 2011 in de competitiewedstrijd tegen UT Pétange. Zijn eerste goal maakte hij in de wedstrijd tegen Fola Esch. Hij sloot zijn eerste seizoen af met 24 competitiewedstrijden waarin hij 5 doelpunten scoorde. Zijn club eindigde dat seizoen tweede in de competitie en ze schopte het ook tot de finale in de beker, deze werd echter verloren. In het seizoen 2012-2013 speelde hij tot de winterstop nog 9 competitiewedstrijden waarin hij 2 keer scoorde.

### La Louvière
Begin 2013 maakte Ndongala de overstap naar La Louvière dat uitkomt in de Belgische derde klasse. Hij maakte zijn debuut op 16 februari 2013 in de wedstrijd tegen KV Woluwe-Zaventem. Zijn eerste goal maakte hij in de wedstrijd tegen KVK Tienen. In zijn eerste half jaar speelde hij 9 wedstrijden waarin hij 1 doelpunt scoorde. In het seizoen 2013-2014 brak hij helemaal door bij de derdeklasser, tot aan de winterstop speelde hij 17 wedstrijden waarin hij 8 goals maakte. Door deze goede prestaties was er interesse van verschillende ploegen.

### Sporting Charleroi
Begin 2014 werd bekend dat Ndongala de overstap maakte naar de Belgische eersteklasser Sporting Charleroi. Op 8 februari 2014 debuteerde hij in de uitwedstrijd tegen KSC Lokeren. Op 3 mei 2014 scoorde de Congolese Belg als invaller zijn eerste doelpunt in eerste klasse in de uitwedstrijd tegen KV Kortrijk. Zijn eerste half jaar sloot Ndongala af met 7 wedstrijden waarin hij 1 keer kon scoren. In het seizoen 2014-2015 speelde hij een zeer sterk jaar met Charleroi waarin de club zich plaatste voor play-off 1 en een Europees ticket kon bemachtigen, zelf kwam hij dat seizoen aan 33 competitiewedstrijden waarin hij 5 goals scoorde.

### KAA Gent en Standard Luik
Op 22 juni 2016 tekende Ndongala een contract voor vier seizoenen bij KAA Gent. Hij debuteerde er op 4 augustus 2016 met een invalbeurt in de uitwedstrijd tegen Viitorul Constanța in de voorronde van de Europa League, die op een 0-0 gelijkspel eindigde. Hij kon de verwachtingen echter niet inlossen en een half seizoen later maakte hij al de overstap naar concurrent Standard Luik waarvoor hij ook al in de jeugd voor speelde. Ook bij Standard kon hij zijn prestaties van bij Charleroi niet opnieuw laten zien en 2 halve seizoenen later, in de winterstop van het seizoen 2017-2018, mocht hij de club dan ook verlaten.

### KRC Genk
Op 31 januari 2018 maakte eersteklasser KRC Genk bekend dat het Ndongala een half seizoen huurde met een optie om hem hierna definitief vast te leggen. Hij debuteerde op 3 februari 2018 in de uitwedstrijd tegen Royal Excel Moeskroen. Ndongala viel in de 68ste minuut in voor Aly Samata en hij maakte meteen het winnende doelpunt dat voor een 0-1 eindstand zorgde. Ook hierna presteerde hij uitstekend voor Genk waarna de club dan ook besloot om de aankoopoptie te lichten. Ndongala tekende op 8 mei 2018 een driejarig contract bij de club.

## Statistieken
| Seizoen         | Club               | Land               | Competitie         | Competitie | Competitie | Beker | Beker | Andere | Andere | Internationaal | Internationaal | Totaal | Totaal |
| Seizoen         | Club               | Land               | Competitie         | Wed.       | Dlp.       | Wed.  | Dlp.  | Wed.   | Dlp.   | Wed.           | Dlp.           | Wed.   | Dlp.   |
| --------------- | ------------------ | ------------------ | ------------------ | ---------- | ---------- | ----- | ----- | ------ | ------ | -------------- | -------------- | ------ | ------ |
| 2011/12         | Jeunesse Esch      | Vlag van Luxemburg | Nationaldivisioun  | 24         | 5          | 2     | 1     | –      | –      | 0              | 0              | 26     | 6      |
| 2012/13         | Jeunesse Esch      | Vlag van Luxemburg | Nationaldivisioun  | 9          | 2          | 0     | 0     | –      | –      | 2              | 0              | 11     | 2      |
| 2012/13         | La Louvière        | Vlag van België    | Derde Klasse       | 9          | 1          | 0     | 0     | –      | –      | –              | –              | 9      | 1      |
| 2013-14         | La Louvière        | Vlag van België    | Derde Klasse       | 17         | 8          | 0     | 0     | –      | –      | –              | –              | 17     | 8      |
| 2013-14         | Sporting Charleroi | Vlag van België    | Jupiler Pro League | 7          | 1          | 0     | 0     | –      | –      | –              | –              | 7      | 1      |
| 2014-15         | Sporting Charleroi | Vlag van België    | Jupiler Pro League | 33         | 5          | 3     | 0     | –      | –      | –              | –              | 36     | 5      |
| 2015-16         | Sporting Charleroi | Vlag van België    | Jupiler Pro League | 35         | 6          | 2     | 0     | –      | –      | 4              | 1              | 41     | 7      |
| 2016/17         | AA Gent            | Vlag van België    | Jupiler Pro League | 9          | 0          | 1     | 0     | –      | –      | 3              | 0              | 13     | 0      |
| 2016/17         | Standard Luik      | Vlag van België    | Jupiler Pro League | 5          | 0          | 0     | 0     | –      | –      | 0              | 0              | 5      | 0      |
| 2017/18         | Standard Luik      | Vlag van België    | Jupiler Pro League | 15         | 0          | 2     | 0     | –      | –      | –              | –              | 17     | 0      |
| 2017/18         | → KRC Genk         | Vlag van België    | Jupiler Pro League | 16         | 5          | 1     | 0     | –      | –      | 0              | 0              | 17     | 5      |
| 2018/19         | KRC Genk           | Vlag van België    | Jupiler Pro League | 31         | 4          | 1     | 0     | –      | –      | 11             | 2              | 43     | 6      |
| 2019/20         | KRC Genk           | Vlag van België    | Jupiler Pro League | 11         | 0          | 2     | 0     | 1      | 0      | 3              | 0              | 17     | 0      |
| 2019/20         | → Kasımpaşa SK     | Vlag van Turkije   | Süper Lig          | 14         | 2          | 2     | 0     | –      | –      | –              | –              | 16     | 2      |
| 2020/21         | APOEL Nicosia      | Vlag van Cyprus    | A Divizion         | 25         | 2          | 5     | 0     | –      | –      | 4              | 1              | 34     | 3      |
| 2021/22         | APOEL Nicosia      | Vlag van Cyprus    | A Divizion         | 23         | 4          | 3     | 0     | –      | –      | –              | –              | 26     | 4      |
| 2022/23         | APOEL Nicosia      | Vlag van Cyprus    | A Divizion         | 23         | 1          | 1     | 0     | –      | –      | 6              | 0              | 30     | 1      |
| 2023/24         | APOEL Nicosia      | Vlag van Cyprus    | A Divizion         | 35         | 7          | 0     | 0     | –      | –      | 3              | 1              | 38     | 8      |
| 2024/25         | APOEL Nicosia      | Vlag van Cyprus    | A Divizion         | 11         | 0          | 0     | 0     | 1      | 0      | 10             | 0              | 22     | 0      |
| 2024/25         | Bandırmaspor       | Vlag van Turkije   | TFF 1. Lig         | 19         | 1          | 0     | 0     | –      | –      | –              | –              | 19     | 1      |
| Carrière totaal | Carrière totaal    | Carrière totaal    | Carrière totaal    | 371        | 54         | 25    | 1     | 2      | 0      | 46             | 5              | 444    | 60     |

Bijgewerkt tot en met 13 mei 2025

## Nationale Ploeg
Ndongala heeft de Belgische en Congolese nationaliteit dus kan hij voor beide elftallen uitkomen. Hij speelde 3 wedstrijden voor de U18 van het Belgisch voetbalelftal maar in 2015 koos hij voor het Voetbalelftal van Congo-Kinshasa. Ndongala speelde tot nu toe 1 wedstrijd voor Congo DR.

## Palmares
| Competitie            |          |          |          |          |
| Competitie            | Aantal   | Jaren    |          |          |
| KRC Genk              | KRC Genk | KRC Genk | KRC Genk | KRC Genk |
| --------------------- | -------- | -------- | -------- | -------- |
| Belgisch kampioen     | 1x       | 2018/19  |          |          |
| Belgische Supercup    | 1x       | 2019     |          |          |
| Standard Luik         |          |          |          |          |
| Belgisch bekerwinnaar | 1x       | 2018     |          |          |
| APOEL Nicosia         |          |          |          |          |
| Cypriotische kampioen | 1x       | 2023/24  |          |          |
| Cypriotische Supercup | 1x       | 2024     |          |          |
|                       |          |          |          |          |

## Muziek
Naast het voetbal houdt Ndongala zich ook bezig met muziek, hij is eigenaar van een eigen hiphoplabel genaamd NdongaLIFE. Zijn bedoeling hierbij is om jonge Brusselse artiesten een duwtje in de rug te geven.